# Hyperomyzus thorsteinni
Hyperomyzus thorsteinni är en insektsart. Hyperomyzus thorsteinni ingår i släktet Hyperomyzus och familjen långrörsbladlöss. Inga underarter finns listade i Catalogue of Life.